# Oliveirinha
Oliveirinha is een plaats (freguesia) in de Portugese gemeente Aveiro en telt 4 780 inwoners (2001).